# Europees kampioenschap voetbal 1968 (kwalificatie)
Deze pagina beschrijft de kwalificatie voor het Europees kampioenschap voetbal 1968. In totaal zullen vier landen zich kwalificeren voor het hoofdtoernooi. Het toernooi bestaat uit een groepsfase en een kwartfinale. De wedstrijden vonden plaats tussen 7 september 1966 en 11 mei 1968.

## Gekwalificeerde landen

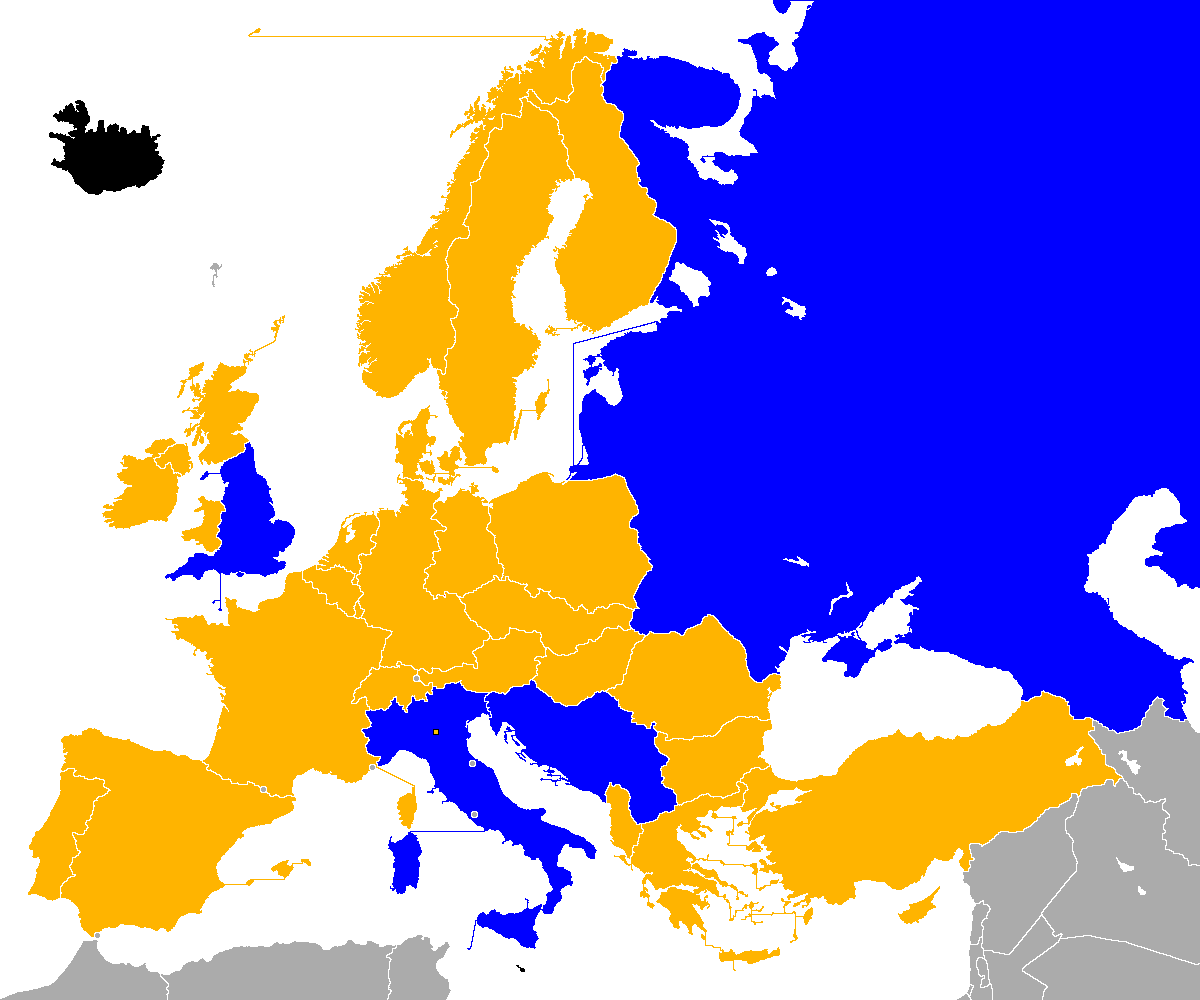
Gekwalificeerd
Niet gekwalificeerd
Niet deelgenomen
Geen UEFA-lid

| Land              | Kwalificatie | Eerdere deelnames aan EK1 |
| ----------------- | ------------ | ------------------------- |
| Italië (gastland) | kwartfinale  | 0 (debuut)                |
| Sovjet-Unie       | kwartfinale  | 2 (1960, 1964)            |
| Joegoslavië       | kwartfinale  | 1 (1960)                  |
| Engeland          | kwartfinale  | 0 (debuut)                |

## Groepen en wedstrijden
Legenda

### Groep 1
Tsjecho-Slowakije leek zich makkelijk te plaatsen voor de kwartfinale door de eerste drie wedstrijden te winnen. Spanje pakte zijn laatste strohalm door thuis te winnen van de Tsjechen. De titelverdediger was nu uitgespeeld en moest nu hopen op veel puntverlies van de Tsjechen in de laatste twee wedstrijden. Na een gelijkspel tegen Turkije volgde de thuiswedstrijd tegen het laagst geklasseerde Ierland. Echter, de Tsjechen en Slowaken verloren in Praag en Spanje mocht zijn titel verder verdedigen.
| Pos | Land              | Wed | Win | Gel | Ver | DV | DT | +/− | Pnt |
| --- | ----------------- | --- | --- | --- | --- | -- | -- | --- | --- |
| 1   | Spanje            | 6   | 3   | 2   | 1   | 6  | 2  | +4  | 8   |
| 2   | Tsjecho-Slowakije | 6   | 3   | 1   | 2   | 8  | 4  | +4  | 7   |
| 3   | Ierland           | 6   | 2   | 1   | 3   | 5  | 8  | –3  | 5   |
| 4   | Turkije           | 6   | 1   | 2   | 3   | 3  | 8  | –5  | 4   |

|                                                    |         |       |        |                                                                                  |
| 23 oktober 1966 «onderlinge duels» 15:30 uur (UTC) | Ierland | 0 – 0 | Spanje | Dalymount Park, Dublin Toeschouwers: 38.877 Scheidsrechter: Hasse Carlsson (SWE) |
| 23 oktober 1966 «onderlinge duels» 15:30 uur (UTC) |         |       |        | Dalymount Park, Dublin Toeschouwers: 38.877 Scheidsrechter: Hasse Carlsson (SWE) |

|                                                     |                                   |       |                     |                                                                                 |
| 16 november 1966 «onderlinge duels» 20:00 uur (UTC) | Ierland                           | 2 – 1 | Turkije             | Dalymount Park, Dublin Toeschouwers: 22.480 Scheidsrechter: Tage Sørensen (DEN) |
| 16 november 1966 «onderlinge duels» 20:00 uur (UTC) | Frank O'Neill 60' Andy McEvoy 74' |       | 88' Ogün Altıparmak | Dalymount Park, Dublin Toeschouwers: 22.480 Scheidsrechter: Tage Sørensen (DEN) |

|                                                      |                          |       |         |                                                                                  |
| 7 december 1966 «onderlinge duels» 20:30 uur (UTC+1) | Spanje                   | 2 – 0 | Ierland | Estadio Mestalla, Valencia Toeschouwers: 9.810 Scheidsrechter: Piet Roomer (NED) |
| 7 december 1966 «onderlinge duels» 20:30 uur (UTC+1) | José María 22' Pirri 36' |       |         | Estadio Mestalla, Valencia Toeschouwers: 9.810 Scheidsrechter: Piet Roomer (NED) |

|                                                      |         |       |        |                                                                                     |
| 1 februari 1967 «onderlinge duels» 14:00 uur (UTC+2) | Turkije | 0 – 0 | Spanje | Ali Sami Yenstadion, Istanbul Toeschouwers: 27.262 Scheidsrechter: Gyula Gere (HUN) |
| 1 februari 1967 «onderlinge duels» 14:00 uur (UTC+2) |         |       |        | Ali Sami Yenstadion, Istanbul Toeschouwers: 27.262 Scheidsrechter: Gyula Gere (HUN) |

|                                                       |                                            |       |                   |                                                                                             |
| 22 februari 1967 «onderlinge duels» 15:00 uur (UTC+2) | Turkije                                    | 2 – 1 | Ierland           | Ankara 19 Mayısstadion, Ankara Toeschouwers: 31.063 Scheidsrechter: Dimitar Rumenchev (BUL) |
| 22 februari 1967 «onderlinge duels» 15:00 uur (UTC+2) | Ayhan Elmastaşoğlu 35' Ogün Altıparmak 78' |       | 89' Noel Cantwell | Ankara 19 Mayısstadion, Ankara Toeschouwers: 31.063 Scheidsrechter: Dimitar Rumenchev (BUL) |

|                                                  |         |                                     |                   |                                                                                |
| 21 mei 1967 «onderlinge duels» 15:30 uur (UTC+1) | Ierland | 0 – 2                               | Tsjecho-Slowakije | Dalymount Park, Dublin Toeschouwers: 6.257 Scheidsrechter: Robert Schaut (BEL) |
| 21 mei 1967 «onderlinge duels» 15:30 uur (UTC+1) |         | 16' Juraj Szikora 47' Vojtech Masný |                   | Dalymount Park, Dublin Toeschouwers: 6.257 Scheidsrechter: Robert Schaut (BEL) |

|                                                  |                           |       |         |                                                                           |
| 31 mei 1967 «onderlinge duels» 20:00 uur (UTC+1) | Spanje                    | 2 – 0 | Turkije | San Mamés, Bilbao Toeschouwers: 27.336 Scheidsrechter: Othmar Huber (SUI) |
| 31 mei 1967 «onderlinge duels» 20:00 uur (UTC+1) | Grosso 63' Paco Gento 81' |       |         | San Mamés, Bilbao Toeschouwers: 27.336 Scheidsrechter: Othmar Huber (SUI) |

|                                                   |                                          |       |         |                                                                                   |
| 18 juni 1967 «onderlinge duels» 17:00 uur (UTC+1) | Tsjecho-Slowakije                        | 3 – 0 | Turkije | Tehelné pole, Bratislava Toeschouwers: 17.839 Scheidsrechter: Paul Schiller (AUT) |
| 18 juni 1967 «onderlinge duels» 17:00 uur (UTC+1) | Jozef Adamec 25', 70' Josef Jurkanin 74' |       |         | Tehelné pole, Bratislava Toeschouwers: 17.839 Scheidsrechter: Paul Schiller (AUT) |

|                                                     |                       |       |        |                                                                                    |
| 1 oktober 1967 «onderlinge duels» 15:00 uur (UTC+1) | Tsjecho-Slowakije     | 1 – 0 | Spanje | Stadion Eden, Praag Toeschouwers: 20.534 Scheidsrechter: Gerhard Schulenburg (FRG) |
| 1 oktober 1967 «onderlinge duels» 15:00 uur (UTC+1) | Alexander Horváth 47' |       |        | Stadion Eden, Praag Toeschouwers: 20.534 Scheidsrechter: Gerhard Schulenburg (FRG) |

|                                                      |                      |       |                   |                                                                                                |
| 22 oktober 1967 «onderlinge duels» 20:00 uur (UTC+1) | Spanje               | 2 – 1 | Tsjecho-Slowakije | Estadio Santiago Bernabéu, Madrid Toeschouwers: 25.314 Scheidsrechter: Antonio Sbardella (ITA) |
| 22 oktober 1967 «onderlinge duels» 20:00 uur (UTC+1) | Pirri 32' Gárate 60' |       | 75' Ladislav Kuna | Estadio Santiago Bernabéu, Madrid Toeschouwers: 25.314 Scheidsrechter: Antonio Sbardella (ITA) |

|                                                       |         |       |                   |                                                                                              |
| 15 november 1967 «onderlinge duels» 18:30 uur (UTC+2) | Turkije | 0 – 0 | Tsjecho-Slowakije | Ankara 19 Mayısstadion, Ankara Toeschouwers: 19.760 Scheidsrechter: Nicolae Mihăilescu (ROU) |
| 15 november 1967 «onderlinge duels» 18:30 uur (UTC+2) |         |       |                   | Ankara 19 Mayısstadion, Ankara Toeschouwers: 19.760 Scheidsrechter: Nicolae Mihăilescu (ROU) |

|                                                       |                         |       |                                      |                                                                            |
| 22 november 1967 «onderlinge duels» 14:00 uur (UTC+1) | Tsjecho-Slowakije       | 1 – 2 | Ierland                              | Stadion Eden, Praag Toeschouwers: 7.615 Scheidsrechter: Erwin Vetter (DDR) |
| 22 november 1967 «onderlinge duels» 14:00 uur (UTC+1) | John Dempsey 58' (e.d.) |       | 65' Ray Treacy 86' Turlough O'Connor | Stadion Eden, Praag Toeschouwers: 7.615 Scheidsrechter: Erwin Vetter (DDR) |

### Groep 2
Na het WK-debuut van Eusébio en de zijnen verwachtte men veel van Portugal, tenslotte werd de belangrijkste concurrent Bulgarije op dat WK simpel met 3-0 verslagen. Echter Portugal begon met een thuisnederlaag tegen Zweden, Bulgarije bleef winnen en na een zege op Portugal in Sofia plaatste Bulgarije zich met ruim verschil voor de kwartfinale.
| Pos | Land      | Wed | Win | Gel | Ver | DV | DT | +/− | Pnt |
| --- | --------- | --- | --- | --- | --- | -- | -- | --- | --- |
| 1   | Bulgarije | 6   | 4   | 2   | 0   | 10 | 2  | +8  | 10  |
| 2   | Portugal  | 6   | 2   | 2   | 2   | 6  | 6  | 0   | 6   |
| 3   | Zweden    | 6   | 2   | 1   | 3   | 9  | 12 | –3  | 5   |
| 4   | Noorwegen | 6   | 1   | 1   | 4   | 9  | 14 | –5  | 3   |

|                                                       |                                              |       |                        |                                                                                                  |
| 13 november 1966 «onderlinge duels» 15:00 uur (UTC+2) | Bulgarije                                    | 4 – 2 | Noorwegen              | Vasil Levski Nationaal Stadion, Sofia Toeschouwers: 20.762 Scheidsrechter: Muzaffer Sarvan (TUR) |
| 13 november 1966 «onderlinge duels» 15:00 uur (UTC+2) | Nikola Tsanev 18', 43' Petar Zhekov 42', 85' |       | 59', 86' Kjetil Hasund | Vasil Levski Nationaal Stadion, Sofia Toeschouwers: 20.762 Scheidsrechter: Muzaffer Sarvan (TUR) |

|                                                       |                 |       |                          |                                                                                     |
| 13 november 1966 «onderlinge duels» 15:30 uur (UTC+1) | Portugal        | 1 – 2 | Zweden                   | Estádio do Jamor, Oeiras Toeschouwers: 12.444 Scheidsrechter: Jacques Colling (LUX) |
| 13 november 1966 «onderlinge duels» 15:30 uur (UTC+1) | Jaime Graça 21' |       | 29', 86' Inge Danielsson | Estádio do Jamor, Oeiras Toeschouwers: 12.444 Scheidsrechter: Jacques Colling (LUX) |

|                                                  |                     |       |                    |                                                                               |
| 1 juni 1967 «onderlinge duels» 19:00 uur (UTC+1) | Zweden              | 1 – 1 | Portugal           | Råsundastadion, Solna Toeschouwers: 49.689 Scheidsrechter: Kevin Howley (ENG) |
| 1 juni 1967 «onderlinge duels» 19:00 uur (UTC+1) | Ingvar Svensson 90' |       | 20' Custódio Pinto | Råsundastadion, Solna Toeschouwers: 49.689 Scheidsrechter: Kevin Howley (ENG) |

|                                                  |                 |       |                  |                                                                              |
| 8 juni 1967 «onderlinge duels» 19:00 uur (UTC+1) | Noorwegen       | 1 – 2 | Portugal         | Ullevaalstadion, Oslo Toeschouwers: 30.495 Scheidsrechter: Willie Syme (SCO) |
| 8 juni 1967 «onderlinge duels» 19:00 uur (UTC+1) | Odd Iversen 35' |       | 15', 60' Eusébio | Ullevaalstadion, Oslo Toeschouwers: 30.495 Scheidsrechter: Willie Syme (SCO) |

|                                                   |        |                                         |           |                                                                                |
| 11 juni 1967 «onderlinge duels» 16:00 uur (UTC+1) | Zweden | 0 – 2                                   | Bulgarije | Råsundastadion, Solna Toeschouwers: 24.271 Scheidsrechter: Leo Callaghan (WAL) |
| 11 juni 1967 «onderlinge duels» 16:00 uur (UTC+1) |        | 23' Petar Zhekov 82' Dinko Dermendzhiev |           | Råsundastadion, Solna Toeschouwers: 24.271 Scheidsrechter: Leo Callaghan (WAL) |

|                                                   |           |       |           |                                                                             |
| 29 juni 1967 «onderlinge duels» 19:00 uur (UTC+1) | Noorwegen | 0 – 0 | Bulgarije | Ullevaalstadion, Oslo Toeschouwers: 24.975 Scheidsrechter: Jack Adair (NIR) |
| 29 juni 1967 «onderlinge duels» 19:00 uur (UTC+1) |           |       |           | Ullevaalstadion, Oslo Toeschouwers: 24.975 Scheidsrechter: Jack Adair (NIR) |

|                                                       |                                                          |       |                    |                                                                             |
| 3 september 1967 «onderlinge duels» 13:15 uur (UTC+1) | Noorwegen                                                | 3 – 1 | Zweden             | Ullevaalstadion, Oslo Toeschouwers: 31.287 Scheidsrechter: Jan Pawlik (POL) |
| 3 september 1967 «onderlinge duels» 13:15 uur (UTC+1) | Harald Berg 23' Sven Otto Birkeland 47' Harald Sunde 80' |       | 18' Thomas Nordahl | Ullevaalstadion, Oslo Toeschouwers: 31.287 Scheidsrechter: Jan Pawlik (POL) |

|                                                      |                                                                               |       |                                        |                                                                                |
| 5 november 1967 «onderlinge duels» 14:00 uur (UTC+1) | Zweden                                                                        | 5 – 2 | Noorwegen                              | Råsundastadion, Solna Toeschouwers: 14.078 Scheidsrechter: Rudi Glöckner (DDR) |
| 5 november 1967 «onderlinge duels» 14:00 uur (UTC+1) | Tom Turesson 13', 89' Inge Danielsson 39' Leif Eriksson 48' Leif Eriksson 85' |       | 57' (pen.) Odd Iversen 90' Olav Nilsen | Råsundastadion, Solna Toeschouwers: 14.078 Scheidsrechter: Rudi Glöckner (DDR) |

|                                                       |                                         |       |                 |                                                                                       |
| 12 november 1967 «onderlinge duels» 15:00 uur (UTC+1) | Portugal                                | 2 – 1 | Noorwegen       | Estádio das Antas, Porto Toeschouwers: 34.126 Scheidsrechter: Michel Kitabdjian (FRA) |
| 12 november 1967 «onderlinge duels» 15:00 uur (UTC+1) | José Augusto Torres 30' Jaime Graça 64' |       | 40' Olav Nilsen | Estádio das Antas, Porto Toeschouwers: 34.126 Scheidsrechter: Michel Kitabdjian (FRA) |

|                                                       |                                                          |       |        | |
| 12 november 1967 «onderlinge duels» 15:00 uur (UTC+2) | Bulgarije                                                | 3 – 0 | Zweden | Vasil Levski Nationaal Stadion, Sofia Toeschouwers: 16.479 Scheidsrechter: Josip-Drago Horvat (YUG) |
| 12 november 1967 «onderlinge duels» 15:00 uur (UTC+2) | Nikola Kotkov 43' Vasil Mitkov 44' Georgi Asparukhov 75' |       |        | Vasil Levski Nationaal Stadion, Sofia Toeschouwers: 16.479 Scheidsrechter: Josip-Drago Horvat (YUG) |

|                                     |                        |       |          |                                                                                               |
| 26 november 1967 «onderlinge duels» | Bulgarije              | 1 – 0 | Portugal | Vasil Levski Nationaal Stadion, Sofia Toeschouwers: 39.795 Scheidsrechter: Anvar Zverev (URS) |
| 26 november 1967 «onderlinge duels» | Dinko Dermendzhiev 63' |       |          | Vasil Levski Nationaal Stadion, Sofia Toeschouwers: 39.795 Scheidsrechter: Anvar Zverev (URS) |

|                                                       |          |       |           |                                                                                                |
| 17 december 1967 «onderlinge duels» 15:30 uur (UTC+1) | Portugal | 0 – 0 | Bulgarije | Estádio Nacional do Jamor, Oeiras Toeschouwers: 13.408 Scheidsrechter: Antonio Sbardella (ITA) |
| 17 december 1967 «onderlinge duels» 15:30 uur (UTC+1) |          |       |           | Estádio Nacional do Jamor, Oeiras Toeschouwers: 13.408 Scheidsrechter: Antonio Sbardella (ITA) |

### Groep 3
De Sovjet-Unie was ook nu constant in hun prestaties en verloor pas hun laatste wedstrijd van Oostenrijk, toen de strijd al beslist was.
| Pos | Land        | Wed | Win | Gel | Ver | DV | DT | +/− | Pnt |
| --- | ----------- | --- | --- | --- | --- | -- | -- | --- | --- |
| 1   | Sovjet-Unie | 6   | 5   | 0   | 1   | 16 | 6  | +10 | 10  |
| 2   | Griekenland | 6   | 2   | 2   | 2   | 8  | 9  | –1  | 6   |
| 3   | Oostenrijk  | 6   | 2   | 2   | 2   | 8  | 10 | –2  | 6   |
| 4   | Finland     | 6   | 0   | 2   | 4   | 5  | 12 | –7  | 2   |

|                                                     |         |       |            |                                                                                     |
| 2 oktober 1966 «onderlinge duels» 14:00 uur (UTC+2) | Finland | 0 – 0 | Oostenrijk | Olympisch Stadion, Helsinki Toeschouwers: 10.070 Scheidsrechter: Peter Coates (IRL) |
| 2 oktober 1966 «onderlinge duels» 14:00 uur (UTC+2) |         |       |            | Olympisch Stadion, Helsinki Toeschouwers: 10.070 Scheidsrechter: Peter Coates (IRL) |

|                                                      |                           |       |                    |                                                                                           |
| 16 oktober 1966 «onderlinge duels» 15:30 uur (UTC+2) | Griekenland               | 2 – 1 | Finland            | Kaftanzogliostadion, Thessaloniki Toeschouwers: 27.932 Scheidsrechter: Zdeněk Valeš (TCH) |
| 16 oktober 1966 «onderlinge duels» 15:30 uur (UTC+2) | Alekos Alexiadis 39', 86' |       | 57' Pertti Mäkipää | Kaftanzogliostadion, Thessaloniki Toeschouwers: 27.932 Scheidsrechter: Zdeněk Valeš (TCH) |

|                                                  |                     |       |                    |                                                                                    |
| 10 mei 1967 «onderlinge duels» 18:00 uur (UTC+2) | Finland             | 1 – 1 | Griekenland        | Olympisch Stadion, Helsinki Toeschouwers: 14.056 Scheidsrechter: Piet Roomer (NED) |
| 10 mei 1967 «onderlinge duels» 18:00 uur (UTC+2) | Juhani Peltonen 18' |       | 39' Stathis Haitas | Olympisch Stadion, Helsinki Toeschouwers: 14.056 Scheidsrechter: Piet Roomer (NED) |

|                                                   |                                                                                        |       |                                                |                                                                                        |
| 11 juni 1967 «onderlinge duels» 19:00 uur (UTC+3) | Sovjet-Unie                                                                            | 4 – 3 | Oostenrijk                                     | Centraal Leninstadion, Moskou Toeschouwers: 72.142 Scheidsrechter: Einar Boström (SWE) |
| 11 juni 1967 «onderlinge duels» 19:00 uur (UTC+3) | Edoeard Malafejew 25' Anatolij Bysjovets 36' Igor Tsjislenko 43' Edoeard Streltsov 80' |       | 38' Erich Hof 53' Franz Wolny 67' Helmut Siber | Centraal Leninstadion, Moskou Toeschouwers: 72.142 Scheidsrechter: Einar Boström (SWE) |

|                                 |                                                                        |       |             |                                                                                 |
| 16 juli 1967 «onderlinge duels» | Sovjet-Unie                                                            | 4 – 0 | Griekenland | Dinamostadion, Tbilisi Toeschouwers: 28.040 Scheidsrechter: Birger Nilsen (NOR) |
| 16 juli 1967 «onderlinge duels» | Anatoli Banişevski 50', 77' Jozjef Sabo 72' (pen.) Igor Tsjislenko 83' |       |             | Dinamostadion, Tbilisi Toeschouwers: 28.040 Scheidsrechter: Birger Nilsen (NOR) |

|                                                       |                                              |       |         |                                                                                          |
| 30 augustus 1967 «onderlinge duels» 19:00 uur (UTC+3) | Sovjet-Unie                                  | 2 – 0 | Finland | Centraal Leninstadion, Moskou Toeschouwers: 20.597 Scheidsrechter: Muzaffer Sarvan (TUR) |
| 30 augustus 1967 «onderlinge duels» 19:00 uur (UTC+3) | Moertaz Choertsilava 14' Igor Tsjislenko 80' |       |         | Centraal Leninstadion, Moskou Toeschouwers: 20.597 Scheidsrechter: Muzaffer Sarvan (TUR) |

|                                     |                                                |       |                                                                                            |                                                                                 |
| 6 september 1967 «onderlinge duels» | Finland                                        | 2 – 5 | Sovjet-Unie                                                                                | Kupittaan Stadion, Turku Toeschouwers: 7.793 Scheidsrechter: Pavel Špoták (TCH) |
| 6 september 1967 «onderlinge duels» | Juhani Peltonen 18' (pen.) Simo Syrjävaara 25' |       | 2', 56' (pen.) Jozjef Sabo 14' Valeriy Maslov 35' Anatoli Banişevski 63' Edoeard Malafejew | Kupittaan Stadion, Turku Toeschouwers: 7.793 Scheidsrechter: Pavel Špoták (TCH) |

|                                                        |                                       |       |                     |                                                                                    |
| 24 september 1967 «onderlinge duels» 15:00 uur (UTC+1) | Oostenrijk                            | 2 – 1 | Finland             | Praterstadion, Wenen Toeschouwers: 25.231 Scheidsrechter: Milivoje Gugulović (YUG) |
| 24 september 1967 «onderlinge duels» 15:00 uur (UTC+1) | Rudolf Flögel 17' Leopold Grausam 79' |       | 57' Juhani Peltonen | Praterstadion, Wenen Toeschouwers: 25.231 Scheidsrechter: Milivoje Gugulović (YUG) |

|                                                     |                                                            |       |                     |                                                                                                   |
| 4 oktober 1967 «onderlinge duels» 20:30 uur (UTC+2) | Griekenland                                                | 4 – 1 | Oostenrijk          | Georgios Karaiskákisstadion, Piraeus Toeschouwers: 34.552 Scheidsrechter: Vasile Dumitrescu (ROU) |
| 4 oktober 1967 «onderlinge duels» 20:30 uur (UTC+2) | Giorgos Sideris 28', 34' (pen.), 62' Mimis Papaioannou 75' |       | 61' Leopold Grausam | Georgios Karaiskákisstadion, Piraeus Toeschouwers: 34.552 Scheidsrechter: Vasile Dumitrescu (ROU) |

|                                                      |                     |       |             |                                                                                |
| 15 oktober 1967 «onderlinge duels» 14:30 uur (UTC+1) | Oostenrijk          | 1 – 0 | Sovjet-Unie | Praterstadion, Wenen Toeschouwers: 34.400 Scheidsrechter: Todor Bechirov (BUL) |
| 15 oktober 1967 «onderlinge duels» 14:30 uur (UTC+1) | Leopold Grausam 49' |       |             | Praterstadion, Wenen Toeschouwers: 34.400 Scheidsrechter: Todor Bechirov (BUL) |

|                                                      |             |                       |             |                                                                                                  |
| 31 oktober 1967 «onderlinge duels» 15:15 uur (UTC+2) | Griekenland | 0 – 1                 | Sovjet-Unie | Georgios Karaiskákisstadion, Piraeus Toeschouwers: 33.588 Scheidsrechter: Gottfried Dienst (SUI) |
| 31 oktober 1967 «onderlinge duels» 15:15 uur (UTC+2) |             | 50' Edoeard Malafejew |             | Georgios Karaiskákisstadion, Piraeus Toeschouwers: 33.588 Scheidsrechter: Gottfried Dienst (SUI) |

|                                                      |                  |       |                     |                                                                            |
| 5 november 1967 «onderlinge duels» 14:30 uur (UTC+1) | Oostenrijk       | 1 – 1 | Griekenland         | Praterstadion, Wenen Toeschouwers: 31.969 Scheidsrechter: Gyula Gere (HUN) |
| 5 november 1967 «onderlinge duels» 14:30 uur (UTC+1) | Helmut Siber 31' |       | 73' Giorgos Sideris | Praterstadion, Wenen Toeschouwers: 31.969 Scheidsrechter: Gyula Gere (HUN) |

### Groep 4
Twee grootmachten West-Duitsland en Joegoslavië moesten uitmaken wie naar de kwartfinale mocht gaan. West-Duitsland verloor de WK-finale in Wembley en Joegoslavië haalde de eindronde niet eens. Joegoslavië won in Belgrado en Duitsland in Hamburg en iedereen maakte zich op voor een beslissingswedstrijd. Echter, West-Duitsland blameerde zich in de laatste wedstrijd door gelijk te spelen tegen Albanië en daarom miste Duitsland voor de eerste en de laatste keer kwalificatie voor een belangrijk toernooi.
| Pos | Land           | Wed | Win | Gel | Ver | DV | DT | +/− | Pnt |
| --- | -------------- | --- | --- | --- | --- | -- | -- | --- | --- |
| 1   | Joegoslavië    | 4   | 3   | 0   | 1   | 8  | 3  | +5  | 6   |
| 2   | West-Duitsland | 4   | 2   | 1   | 1   | 9  | 2  | +7  | 5   |
| 3   | Albanië        | 4   | 0   | 1   | 3   | 0  | 12 | –12 | 1   |

|                                                   |                                                           |       |         |                                                                                          |
| 8 april 1967 «onderlinge duels» 16:00 uur (UTC+1) | West-Duitsland                                            | 6 – 0 | Albanië | Stadion Rote Erde, Dortmund Toeschouwers: 27.264 Scheidsrechter: Martti Hirviniemi (FIN) |
| 8 april 1967 «onderlinge duels» 16:00 uur (UTC+1) | Gerd Müller 6', 25', 73', 85' (pen.) Hannes Löhr 77', 79' |       |         | Stadion Rote Erde, Dortmund Toeschouwers: 27.264 Scheidsrechter: Martti Hirviniemi (FIN) |

|                                                 |                   |       |                | |
| 3 mei 1967 «onderlinge duels» 16:45 uur (UTC+1) | Joegoslavië       | 1 – 0 | West-Duitsland | Rode Sterstadion, Belgrado Toeschouwers: 36.508 Scheidsrechter: José María Ortiz de Mendíbil (ESP) |
| 3 mei 1967 «onderlinge duels» 16:45 uur (UTC+1) | Josip Skoblar 64' |       |                | Rode Sterstadion, Belgrado Toeschouwers: 36.508 Scheidsrechter: José María Ortiz de Mendíbil (ESP) |

|                                                  |         |                         |             |                                                                                           |
| 14 mei 1967 «onderlinge duels» 16:30 uur (UTC+1) | Albanië | 0 – 2                   | Joegoslavië | Qemal Stafastadion, Tirana Toeschouwers: 18.573 Scheidsrechter: Kostakis Xanthoulis (CYP) |
| 14 mei 1967 «onderlinge duels» 16:30 uur (UTC+1) |         | 22', 53' Slaven Zambata |             | Qemal Stafastadion, Tirana Toeschouwers: 18.573 Scheidsrechter: Kostakis Xanthoulis (CYP) |

|                                                     |                                                |       |                    |                                                                                        |
| 7 oktober 1967 «onderlinge duels» 16:00 uur (UTC+1) | West-Duitsland                                 | 3 – 1 | Joegoslavië        | Volksparkstadion, Hamburg Toeschouwers: 70.573 Scheidsrechter: Concetto Lo Bello (ITA) |
| 7 oktober 1967 «onderlinge duels» 16:00 uur (UTC+1) | Hannes Löhr 11' Gerd Müller 71' Uwe Seeler 87' |       | 46' Slaven Zambata | Volksparkstadion, Hamburg Toeschouwers: 70.573 Scheidsrechter: Concetto Lo Bello (ITA) |

|                                                       |                                                         |       |         |                                                                                   |
| 12 november 1967 «onderlinge duels» 14:00 uur (UTC+1) | Joegoslavië                                             | 4 – 0 | Albanië | JNA Stadion, Belgrado Toeschouwers: 18.573 Scheidsrechter: Andrei Rădulescu (ROU) |
| 12 november 1967 «onderlinge duels» 14:00 uur (UTC+1) | Edin Sprečo 44' Ivica Osim 48', 81' Vojin Lazarević 56' |       |         | JNA Stadion, Belgrado Toeschouwers: 18.573 Scheidsrechter: Andrei Rădulescu (ROU) |

|                                                       |         |       |                |                                                                                           |
| 17 december 1967 «onderlinge duels» 14:00 uur (UTC+1) | Albanië | 0 – 0 | West-Duitsland | Qemal Stafastadion, Tirana Toeschouwers: 21.889 Scheidsrechter: Ferdinand Marschall (AUT) |
| 17 december 1967 «onderlinge duels» 14:00 uur (UTC+1) |         |       |                | Qemal Stafastadion, Tirana Toeschouwers: 21.889 Scheidsrechter: Ferdinand Marschall (AUT) |

### Groep 5
Tegen Hongarije maakte Johan Cruijff zijn debuut en hij scoorde meteen een doelpunt, 2-0 voor Nederland. Echter, de sterk geachte Hongaren kwamen terug tot 2-2. In zijn tweede interland, vriendschappelijk tegen Tsjecho-Slowakije werd Cruijff uit het veld gestuurd (de eerste Nederlander ooit) en de KNVB schorste de speler voor een jaar. Zonder Cruijff presteerde Nederland wisselvallig, een 1-3-voorsprong tegen de DDR werd weggegeven door drie goed genomen hoekschoppen en van Denemarken werd verloren. Toen Cruijff mee mocht doen, won Nederland van Oost-Duitsland en scoorde hij meteen het enige doelpunt, maar de strijd was al beslist. Hongarije plaatste zich gemakkelijk voor de kwartfinale en schakelde voor de vierde keer op rij Oost-Duitsland uit voor een belangrijk toernooi.
| Pos | Land       | Wed | Win | Gel | Ver | DV | DT | +/− | Pnt |
| --- | ---------- | --- | --- | --- | --- | -- | -- | --- | --- |
| 1   | Hongarije  | 6   | 4   | 1   | 1   | 15 | 5  | +10 | 9   |
| 2   | DDR        | 6   | 3   | 1   | 2   | 10 | 10 | 0   | 7   |
| 3   | Nederland  | 6   | 2   | 1   | 3   | 11 | 11 | 0   | 5   |
| 4   | Denemarken | 6   | 1   | 1   | 4   | 6  | 16 | –10 | 3   |

|                                                       |                                 |       |                                     |                                                                             |
| 7 september 1966 «onderlinge duels» 20:30 uur (UTC+1) | Nederland                       | 2 – 2 | Hongarije                           | De Kuip, Rotterdam Toeschouwers: 62.100 Scheidsrechter: Birger Nilsen (NOR) |
| 7 september 1966 «onderlinge duels» 20:30 uur (UTC+1) | Miel Pijs 37' Johan Cruijff 50' |       | 71' Dezső Molnár 88' Kálmán Mészöly | De Kuip, Rotterdam Toeschouwers: 62.100 Scheidsrechter: Birger Nilsen (NOR) |

|                                                        | |       |            |                                                                                            |
| 21 september 1966 «onderlinge duels» 18:30 uur (UTC+1) | Hongarije                                                                                          | 6 – 0 | Denemarken | Népstadion, Boedapest Toeschouwers: 18.487 Scheidsrechter: Aleksandros Monastiriotis (GRE) |
| 21 september 1966 «onderlinge duels» 18:30 uur (UTC+1) | Flórián Albert 1', 31' Kálmán Mészöly 11' (pen.) Ferenc Bene 16' János Farkas 37' Zoltán Varga 82' |       |            | Népstadion, Boedapest Toeschouwers: 18.487 Scheidsrechter: Aleksandros Monastiriotis (GRE) |

|                                                       |                                           |       |            |                                                                               |
| 30 november 1966 «onderlinge duels» 20:30 uur (UTC+1) | Nederland                                 | 2 – 0 | Denemarken | De Kuip, Rotterdam Toeschouwers: 25.134 Scheidsrechter: Aníbal Oliveira (POR) |
| 30 november 1966 «onderlinge duels» 20:30 uur (UTC+1) | Sjaak Swart 88' Willy van der Kuijlen 90' |       |            | De Kuip, Rotterdam Toeschouwers: 25.134 Scheidsrechter: Aníbal Oliveira (POR) |

|                                                   |                                                  |       |                                     |                                                                                      |
| 5 april 1967 «onderlinge duels» 17:00 uur (UTC+1) | DDR                                              | 4 – 3 | Nederland                           | Zentralstadion, Leipzig Toeschouwers: 30.207 Scheidsrechter: Hannes Sigurðsson (ISL) |
| 5 april 1967 «onderlinge duels» 17:00 uur (UTC+1) | Eberhard Vogel 50' Henning Frenzel 62', 78', 85' |       | 10' Jan Mulder 12', 65' Piet Keizer | Zentralstadion, Leipzig Toeschouwers: 30.207 Scheidsrechter: Hannes Sigurðsson (ISL) |

|                                                  |                                           |       |                  |                                                                              |
| 10 mei 1967 «onderlinge duels» 19:15 uur (UTC+1) | Hongarije                                 | 2 – 1 | Nederland        | Népstadion, Boedapest Toeschouwers: 24.352 Scheidsrechter: Franz Mayer (AUT) |
| 10 mei 1967 «onderlinge duels» 19:15 uur (UTC+1) | Kálmán Mészöly 7' (pen.) János Farkas 38' |       | 59' Wim Suurbier | Népstadion, Boedapest Toeschouwers: 24.352 Scheidsrechter: Franz Mayer (AUT) |

|                                                  |            |                                    |           |                                                                                       |
| 24 mei 1967 «onderlinge duels» 19:00 uur (UTC+1) | Denemarken | 0 – 2                              | Hongarije | Københavns Idrætspark, Kopenhagen Toeschouwers: 34.284 Scheidsrechter: John Gow (WAL) |
| 24 mei 1967 «onderlinge duels» 19:00 uur (UTC+1) |            | 32' Flórián Albert 71' Ferenc Bene |           | Københavns Idrætspark, Kopenhagen Toeschouwers: 34.284 Scheidsrechter: John Gow (WAL) |

|                                                  |                           |       |                 |                                                                                            |
| 4 juni 1967 «onderlinge duels» 13:30 uur (UTC+1) | Denemarken                | 1 – 1 | DDR             | Københavns Idrætspark, Kopenhagen Toeschouwers: 23.234 Scheidsrechter: Joseph Hannet (BEL) |
| 4 juni 1967 «onderlinge duels» 13:30 uur (UTC+1) | Kresten Bjerre 65' (pen.) |       | 5' Wolfram Löwe | Københavns Idrætspark, Kopenhagen Toeschouwers: 23.234 Scheidsrechter: Joseph Hannet (BEL) |

|                                                        |                  |       |     |                                                                                      |
| 13 september 1967 «onderlinge duels» 20:15 uur (UTC+1) | Nederland        | 1 – 0 | DDR | Olympisch Stadion, Amsterdam Toeschouwers: 44.505 Scheidsrechter: Tiny Wharton (SCO) |
| 13 september 1967 «onderlinge duels» 20:15 uur (UTC+1) | Johan Cruijff 2' |       |     | Olympisch Stadion, Amsterdam Toeschouwers: 44.505 Scheidsrechter: Tiny Wharton (SCO) |

|                                                        |                           |       |                     |                                                                                  |
| 27 september 1967 «onderlinge duels» 18:00 uur (UTC+1) | Hongarije                 | 3 – 1 | DDR                 | Népstadion, Boedapest Toeschouwers: 70.414 Scheidsrechter: Tofik Bakhramov (URS) |
| 27 september 1967 «onderlinge duels» 18:00 uur (UTC+1) | János Farkas 9', 48', 50' |       | 58' Henning Frenzel | Népstadion, Boedapest Toeschouwers: 70.414 Scheidsrechter: Tofik Bakhramov (URS) |

|                                                     |                                                    |       |                                   |                                                                                             |
| 4 oktober 1967 «onderlinge duels» 19:00 uur (UTC+1) | Denemarken                                         | 3 – 2 | Nederland                         | Københavns Idrætspark, Kopenhagen Toeschouwers: 34.375 Scheidsrechter: Malcolm Wright (NIR) |
| 4 oktober 1967 «onderlinge duels» 19:00 uur (UTC+1) | Kresten Bjerre 43' (pen.), 71' Tom Søndergaard 53' |       | 74' Wim Suurbier 76' Rinus Israël | Københavns Idrætspark, Kopenhagen Toeschouwers: 34.375 Scheidsrechter: Malcolm Wright (NIR) |

|                                                      |                                                   |       |                                       |                                                                                     |
| 11 oktober 1967 «onderlinge duels» 17:00 uur (UTC+1) | DDR                                               | 3 – 2 | Denemarken                            | Zentralstadion, Leipzig Toeschouwers: 18.519 Scheidsrechter: Ryszard Banasiuk (POL) |
| 11 oktober 1967 «onderlinge duels» 17:00 uur (UTC+1) | Gerhard Körner 35' (pen.) Herbert Pankau 59', 73' |       | 25' Erik Dyreborg 38' Tom Søndergaard | Zentralstadion, Leipzig Toeschouwers: 18.519 Scheidsrechter: Ryszard Banasiuk (POL) |

|                                                      |                     |       |           |                                                                                        |
| 29 oktober 1967 «onderlinge duels» 14:00 uur (UTC+1) | DDR                 | 1 – 0 | Hongarije | Zentralstadion, Leipzig Toeschouwers: 48.872 Scheidsrechter: Robert Héliès (Frankrijk) |
| 29 oktober 1967 «onderlinge duels» 14:00 uur (UTC+1) | Henning Frenzel 51' |       |           | Zentralstadion, Leipzig Toeschouwers: 48.872 Scheidsrechter: Robert Héliès (Frankrijk) |

### Groep 6
Na de blamage tegen Noord-Korea op het WK in Engeland moest Italië afrekenen met Roemenië en Zwitserland. De Italianen verloren maar één keer een punt en hoopte nu eindelijk op een succesvol toernooi.
| Pos | Land        | Wed | Win | Gel | Ver | DV | DT | +/− | Pnt |
| --- | ----------- | --- | --- | --- | --- | -- | -- | --- | --- |
| 1   | Italië      | 6   | 5   | 1   | 0   | 17 | 3  | +14 | 11  |
| 2   | Roemenië    | 6   | 3   | 0   | 3   | 18 | 14 | +4  | 6   |
| 3   | Zwitserland | 6   | 2   | 1   | 3   | 17 | 13 | +4  | 5   |
| 4   | Cyprus      | 6   | 1   | 0   | 5   | 3  | 25 | –22 | 2   |

|                                                      |                                                   |       |                                        |                                                                                         |
| 2 november 1966 «onderlinge duels» 14:45 uur (UTC+2) | Roemenië                                          | 4 – 2 | Zwitserland                            | Stadionul Republicii, Boekarest Toeschouwers: 14.209 Scheidsrechter: James Finney (ENG) |
| 2 november 1966 «onderlinge duels» 14:45 uur (UTC+2) | Mircea Dridea 8' Constantin Frăţilă 12', 15', 38' |       | 52' Friedrich Künzli 70' Karl Odermatt | Stadionul Republicii, Boekarest Toeschouwers: 14.209 Scheidsrechter: James Finney (ENG) |

|                                                       |                                                   |       |                   |                                                                                         |
| 26 november 1966 «onderlinge duels» 14:30 uur (UTC+1) | Italië                                            | 3 – 1 | Roemenië          | Stadio San Paolo, Napels Toeschouwers: 68.145 Scheidsrechter: Gerhard Schulenburg (FRG) |
| 26 november 1966 «onderlinge duels» 14:30 uur (UTC+1) | Alessandro Mazzola 30', 67' Virginio De Paoli 43' |       | 7' Nicolae Dobrin | Stadio San Paolo, Napels Toeschouwers: 68.145 Scheidsrechter: Gerhard Schulenburg (FRG) |

|                                                      |                       |       |                                                                       |                                                                               |
| 3 december 1966 «onderlinge duels» 14:30 uur (UTC+2) | Cyprus                | 1 – 5 | Roemenië                                                              | GSP-stadion, Nicosia Toeschouwers: 4.823 Scheidsrechter: Arthur Lentini (MLT) |
| 3 december 1966 «onderlinge duels» 14:30 uur (UTC+2) | Kostakis Pieridis 32' |       | 49', 82' Mircea Dridea 51' Mircea Lucescu 65', 74' Constantin Frăţilă | GSP-stadion, Nicosia Toeschouwers: 4.823 Scheidsrechter: Arthur Lentini (MLT) |

|                                                    |        |                                              |        |                                                                                |
| 22 maart 1967 «onderlinge duels» 14:45 uur (UTC+2) | Cyprus | 0 – 2                                        | Italië | GSP-stadion, Nicosia Toeschouwers: 11.105 Scheidsrechter: Atanas Stavrev (BUL) |
| 22 maart 1967 «onderlinge duels» 14:45 uur (UTC+2) |        | 76' Angelo Domenghini 88' Giacinto Facchetti |        | GSP-stadion, Nicosia Toeschouwers: 11.105 Scheidsrechter: Atanas Stavrev (BUL) |

|                                                    |                                                                                           |       |        |                                                                                            |
| 23 april 1967 «onderlinge duels» 16:00 uur (UTC+2) | Roemenië                                                                                  | 7 – 0 | Cyprus | 23 Augustusstadion, Boekarest Toeschouwers: 9.412 Scheidsrechter: Milivoje Gugulović (YUG) |
| 23 april 1967 «onderlinge duels» 16:00 uur (UTC+2) | Mircea Lucescu 4' Florea Martinovici 15' Emil Dumitriu 24', 52', 77' Ion Ionescu 47', 86' |       |        | 23 Augustusstadion, Boekarest Toeschouwers: 9.412 Scheidsrechter: Milivoje Gugulović (YUG) |

|                                                  |                                                                                          |       |                    |                                                                                    |
| 24 mei 1967 «onderlinge duels» 20:00 uur (UTC+1) | Zwitserland                                                                              | 7 – 1 | Roemenië           | Hardturm Stadion, Zürich Toeschouwers: 21.337 Scheidsrechter: Robert Lacoste (FRA) |
| 24 mei 1967 «onderlinge duels» 20:00 uur (UTC+1) | Friedrich Künzli 12', 67' René Quentin 15', 32' Rolf Blättler 46', 59' Karl Odermatt 63' |       | 70' Nicolae Dobrin | Hardturm Stadion, Zürich Toeschouwers: 21.337 Scheidsrechter: Robert Lacoste (FRA) |

|                                                   |          |                   |        |                                                                                                |
| 25 juni 1967 «onderlinge duels» 17:30 uur (UTC+2) | Roemenië | 0 – 1             | Italië | Stadionul 23 August, Boekarest Toeschouwers: 54.371 Scheidsrechter: Manuel Gómez Arribas (ESP) |
| 25 juni 1967 «onderlinge duels» 17:30 uur (UTC+2) |          | 81' Mario Bertini |        | Stadionul 23 August, Boekarest Toeschouwers: 54.371 Scheidsrechter: Manuel Gómez Arribas (ESP) |

|                                                      |                                                     |       |        | |
| 1 november 1967 «onderlinge duels» 14:30 uur (UTC+1) | Italië                                              | 5 – 0 | Cyprus | San Vito-Gigi Marullastadion, Cosenza Toeschouwers: 22.059 Scheidsrechter: Antoine Queudeville (LUX) |
| 1 november 1967 «onderlinge duels» 14:30 uur (UTC+1) | Alessandro Mazzola 12', 22' Gigi Riva 46', 55', 59' |       |        | San Vito-Gigi Marullastadion, Cosenza Toeschouwers: 22.059 Scheidsrechter: Antoine Queudeville (LUX) |

|                                                      |                                                                            |       |        |                                                                                     |
| 8 november 1967 «onderlinge duels» 20:30 uur (UTC+1) | Zwitserland                                                                | 5 – 0 | Cyprus | Stadio di Cornaredo, Lugano Toeschouwers: 3.737 Scheidsrechter: Robert Schaut (BEL) |
| 8 november 1967 «onderlinge duels» 20:30 uur (UTC+1) | Rolf Blättler 30', 55' Fritz Künzli 41' Richard Dürr 56' Karl Odermatt 72' |       |        | Stadio di Cornaredo, Lugano Toeschouwers: 3.737 Scheidsrechter: Robert Schaut (BEL) |

|                                                       |                                   |       |                           |                                                                        |
| 18 november 1967 «onderlinge duels» 14:45 uur (UTC+1) | Zwitserland                       | 2 – 2 | Italië                    | Wankdorf, Bern Toeschouwers: 53.138 Scheidsrechter: István Zsolt (HUN) |
| 18 november 1967 «onderlinge duels» 14:45 uur (UTC+1) | René Quentin 34' Fritz Künzli 68' |       | 66', 85' (pen.) Gigi Riva | Wankdorf, Bern Toeschouwers: 53.138 Scheidsrechter: István Zsolt (HUN) |

|                                                       |                                                                |       |             |                                                                                   |
| 23 december 1967 «onderlinge duels» 14:30 uur (UTC+1) | Italië                                                         | 4 – 0 | Zwitserland | Stadio Amsicora, Cagliari Toeschouwers: 24.743 Scheidsrechter: Tiny Wharton (SCO) |
| 23 december 1967 «onderlinge duels» 14:30 uur (UTC+1) | Alessandro Mazzola 3' Gigi Riva 13' Angelo Domenghini 45', 67' |       |             | Stadio Amsicora, Cagliari Toeschouwers: 24.743 Scheidsrechter: Tiny Wharton (SCO) |

|                                                       |                                              |       |                             |                                                                             |
| 17 februari 1967 «onderlinge duels» 15:30 uur (UTC+2) | Cyprus                                       | 2 – 1 | Zwitserland                 | GSP-stadion, Nicosia Toeschouwers: 8.000 Scheidsrechter: Pavel Špoták (TCH) |
| 17 februari 1967 «onderlinge duels» 15:30 uur (UTC+2) | Melis Asprou 22' Pamboullis Papadopoulos 46' |       | 9' (e.d.) Kostas Panayiotou | GSP-stadion, Nicosia Toeschouwers: 8.000 Scheidsrechter: Pavel Špoták (TCH) |

### Groep 7
Interessante poule met geen uitgesproken favoriet. Polen won twee keer van België, Frankrijk won twee keer van Polen en België was sterker dan Frankrijk in Brussel. Een gelijk spel tussen Frankrijk en België in Parijs was doorslaggevend ten gunste van Frankrijk.
| Pos | Land      | Wed | Win | Gel | Ver | DV | DT | +/− | Pnt |
| --- | --------- | --- | --- | --- | --- | -- | -- | --- | --- |
| 1   | Frankrijk | 6   | 4   | 1   | 1   | 14 | 6  | +8  | 9   |
| 2   | België    | 6   | 3   | 1   | 2   | 14 | 9  | +5  | 7   |
| 3   | Polen     | 6   | 3   | 1   | 2   | 13 | 9  | +4  | 7   |
| 4   | Luxemburg | 6   | 0   | 1   | 5   | 1  | 18 | –17 | 1   |

|                                                     |                                                                             |       |           |                                                                                   |
| 2 oktober 1967 «onderlinge duels» 12:00 uur (UTC+1) | Polen                                                                       | 4 – 0 | Luxemburg | Stadion Miejski, Szczecin Toeschouwers: 10.840 Scheidsrechter: Erwin Vetter (DDR) |
| 2 oktober 1967 «onderlinge duels» 12:00 uur (UTC+1) | Andrzej Jarosik 49' Jan Liberda 54' Ryszard Grzegorczyk 73' Jerzy Sadek 88' |       |           | Stadion Miejski, Szczecin Toeschouwers: 10.840 Scheidsrechter: Erwin Vetter (DDR) |

|                                                      |                                      |       |                         |                                                                                         |
| 22 oktober 1967 «onderlinge duels» 15:00 uur (UTC+1) | Frankrijk                            | 2 – 1 | Polen                   | Parc des Princes, Parijs Toeschouwers: 23.524 Scheidsrechter: Gerhard Schulenburg (FRG) |
| 22 oktober 1967 «onderlinge duels» 15:00 uur (UTC+1) | Fleury Di Nallo 26' Georges Lech 85' |       | 61' Ryszard Grzegorczyk | Parc des Princes, Parijs Toeschouwers: 23.524 Scheidsrechter: Gerhard Schulenburg (FRG) |

|                                                       |                         |       |                  |                                                                               |
| 11 november 1966 «onderlinge duels» 15:00 uur (UTC+1) | België                  | 2 – 1 | Frankrijk        | Heizelstadion, Brussel Toeschouwers: 43.404 Scheidsrechter: Jack Taylor (ENG) |
| 11 november 1966 «onderlinge duels» 15:00 uur (UTC+1) | Paul Van Himst 51', 54' |       | 67' Georges Lech | Heizelstadion, Brussel Toeschouwers: 43.404 Scheidsrechter: Jack Taylor (ENG) |

|                                                       |           |                                                   |           |                                                                                     |
| 26 november 1967 «onderlinge duels» 15:00 uur (UTC+1) | Luxemburg | 0 – 3                                             | Frankrijk | Stade Municipal, Luxemburg Toeschouwers: 3.456 Scheidsrechter: Lau van Ravens (NED) |
| 26 november 1967 «onderlinge duels» 15:00 uur (UTC+1) |           | 8' Yves Herbet 40' Hervé Revelli 41' Georges Lech |           | Stade Municipal, Luxemburg Toeschouwers: 3.456 Scheidsrechter: Lau van Ravens (NED) |

|                                                    |           |                                                        |        |                                                                                  |
| 19 maart 1967 «onderlinge duels» 16:00 uur (UTC+1) | Luxemburg | 0 – 5                                                  | België | Stade Municipal, Luxemburg Toeschouwers: 9.307 Scheidsrechter: Karl Göppel (SUI) |
| 19 maart 1967 «onderlinge duels» 16:00 uur (UTC+1) |           | 20', 36' Paul Van Himst 29', 60', 73' Jacques Stockman |        | Stade Municipal, Luxemburg Toeschouwers: 9.307 Scheidsrechter: Karl Göppel (SUI) |

|                                                    |           |       |       |                                                                                    |
| 16 april 1967 «onderlinge duels» 16:00 uur (UTC+1) | Luxemburg | 0 – 0 | Polen | Stade Municipal, Luxemburg Toeschouwers: 7.229 Scheidsrechter: Einer Poulsen (DEN) |
| 16 april 1967 «onderlinge duels» 16:00 uur (UTC+1) |           |       |       | Stade Municipal, Luxemburg Toeschouwers: 7.229 Scheidsrechter: Einer Poulsen (DEN) |

|                                                  |                                                     |       |                   |                                                                               |
| 21 mei 1967 «onderlinge duels» 12:00 uur (UTC+1) | Polen                                               | 3 – 1 | België            | Śląskistadion, Chorzów Toeschouwers: 57.050 Scheidsrechter: Toimi Olkku (FIN) |
| 21 mei 1967 «onderlinge duels» 12:00 uur (UTC+1) | Włodzimierz Lubański 28', 41' Zygfryd Szołtysik 72' |       | 52' Wilfried Puis | Śląskistadion, Chorzów Toeschouwers: 57.050 Scheidsrechter: Toimi Olkku (FIN) |

|                                                        |                     |       |                                                          |                                                                                                  |
| 17 september 1967 «onderlinge duels» 13:00 uur (UTC+1) | Polen               | 1 – 4 | Frankrijk                                                | Stadion Dziesięciolecia, Warschau Toeschouwers: 51.010 Scheidsrechter: Ferdinand Marschall (AUT) |
| 17 september 1967 «onderlinge duels» 13:00 uur (UTC+1) | Lucjan Brychczy 26' |       | 13' Robert Herbin 34', 85' Fleury Di Nallo 63' André Guy | Stadion Dziesięciolecia, Warschau Toeschouwers: 51.010 Scheidsrechter: Ferdinand Marschall (AUT) |

|                                                     |                          |       |                                                    |                                                                                    |
| 8 oktober 1967 «onderlinge duels» 15:00 uur (UTC+1) | België                   | 2 – 4 | Polen                                              | Heizelstadion, Brussel Toeschouwers: 35.897 Scheidsrechter: Juan Gardeazábal (ESP) |
| 8 oktober 1967 «onderlinge duels» 15:00 uur (UTC+1) | Johan De Vrindt 15', 35' |       | 26', 52', 70' Janusz Żmijewski 45' Lucjan Brychczy | Heizelstadion, Brussel Toeschouwers: 35.897 Scheidsrechter: Juan Gardeazábal (ESP) |

|                                                      |                   |       |                    |                                                                                             |
| 28 oktober 1967 «onderlinge duels» 15:00 uur (UTC+1) | Frankrijk         | 1 – 1 | België             | Stade Marcel Saupin, Nantes Toeschouwers: 14.591 Scheidsrechter: Francesco Francescon (ITA) |
| 28 oktober 1967 «onderlinge duels» 15:00 uur (UTC+1) | Robert Herbin 84' |       | 37' Roger Claessen | Stade Marcel Saupin, Nantes Toeschouwers: 14.591 Scheidsrechter: Francesco Francescon (ITA) |

|                                                       |                                        |       |           |                                                                                       |
| 22 november 1967 «onderlinge duels» 19:30 uur (UTC+1) | België                                 | 3 – 0 | Luxemburg | Albert Dyserynckstadion, Brugge Toeschouwers: 6.745 Scheidsrechter: Bill O`Neil (IRL) |
| 22 november 1967 «onderlinge duels» 19:30 uur (UTC+1) | Johny Thio 62', 77' Roger Claessen 65' |       |           | Albert Dyserynckstadion, Brugge Toeschouwers: 6.745 Scheidsrechter: Bill O`Neil (IRL) |

|                                                       |                             |       |                |                                                                                    |
| 23 december 1967 «onderlinge duels» 14:30 uur (UTC+1) | Frankrijk                   | 3 – 1 | Luxemburg      | Parc des Princes, Parijs Toeschouwers: 7.320 Scheidsrechter: Aníbal Oliveira (POR) |
| 23 december 1967 «onderlinge duels» 14:30 uur (UTC+1) | Charly Loubet 42', 47', 53' |       | 85' Jean Klein | Parc des Princes, Parijs Toeschouwers: 7.320 Scheidsrechter: Aníbal Oliveira (POR) |

### Groep 8
De UEFA besloot tot een All-Britain kampioenschap in de laatste poule. Dit was direct 2 edities van de British Home Championship, namelijk die van 1966/67 en 1967/68. 
Schotland zorgde voor een geweldige verrassing door in het Wembley Stadium met 2-1 te winnen van de kersverse wereldkampioen Engeland. De Schotten morsten punten tegen Noord-Ierland en Wales en moesten nog een keer winnen van Engeland op Hampden Park in Glasgow. Voor 130.000 toeschouwers eindigde de wedstrijd in een gelijkspel en hadden de Engelsen een belangrijke horde genomen na de Europese titel.
| Pos | Land          | Wed | Win | Gel | Ver | DV | DT | +/− | Pnt |
| --- | ------------- | --- | --- | --- | --- | -- | -- | --- | --- |
| 1   | Engeland      | 6   | 4   | 1   | 1   | 15 | 5  | +10 | 9   |
| 2   | Schotland     | 6   | 3   | 2   | 1   | 10 | 8  | +2  | 8   |
| 3   | Wales         | 6   | 1   | 2   | 3   | 6  | 12 | –6  | 4   |
| 4   | Noord-Ierland | 6   | 1   | 1   | 4   | 2  | 8  | –6  | 3   |

|                                                      |               |                                  |          |                                                                                 |
| 22 oktober 1966 «onderlinge duels» 15:00 uur (UTC+1) | Noord-Ierland | 0 – 2                            | Engeland | Windsor Park, Belfast Toeschouwers: 47.897 Scheidsrechter: Bobby Davidson (SCO) |
| 22 oktober 1966 «onderlinge duels» 15:00 uur (UTC+1) |               | 40' Roger Hunt 59' Martin Peters |          | Windsor Park, Belfast Toeschouwers: 47.897 Scheidsrechter: Bobby Davidson (SCO) |

|                                                      |                |       |               |                                                                                 |
| 22 oktober 1966 «onderlinge duels» 15:00 uur (UTC+1) | Wales          | 1 – 1 | Schotland     | Ninian Park, Cardiff Toeschouwers: 33.269 Scheidsrechter: Kenneth Dagnall (ENG) |
| 22 oktober 1966 «onderlinge duels» 15:00 uur (UTC+1) | Ron Davies 76' |       | 87' Denis Law | Ninian Park, Cardiff Toeschouwers: 33.269 Scheidsrechter: Kenneth Dagnall (ENG) |

|                                                     |                                                                                        |       |                |                                                                                 |
| 16 november 1966 «onderlinge duels» 19:45 uur (UTC) | Engeland                                                                               | 5 – 1 | Wales          | Wembley Stadium, Londen Toeschouwers: 75.380 Scheidsrechter: Tiny Wharton (SCO) |
| 16 november 1966 «onderlinge duels» 19:45 uur (UTC) | Geoff Hurst 30', 34' Bobby Charlton 43' Terry Hennessey 65' (e.d.) Jackie Charlton 84' |       | 38' Wyn Davies | Wembley Stadium, Londen Toeschouwers: 75.380 Scheidsrechter: Tiny Wharton (SCO) |

|                                                     |                                    |       |                    |                                                                              |
| 16 november 1966 «onderlinge duels» 20:00 uur (UTC) | Schotland                          | 2 – 1 | Noord-Ierland      | Hampden Park, Glasgow Toeschouwers: 45.281 Scheidsrechter: Jack Taylor (ENG) |
| 16 november 1966 «onderlinge duels» 20:00 uur (UTC) | Bobby Murdoch 14' Bobby Lennox 35' |       | 9' Jimmy Nicholson | Hampden Park, Glasgow Toeschouwers: 45.281 Scheidsrechter: Jack Taylor (ENG) |

|                                                    |               |       |       |                                                                               |
| 12 april 1967 «onderlinge duels» 19:30 uur (UTC+1) | Noord-Ierland | 0 – 0 | Wales | Windsor Park, Belfast Toeschouwers: 17.770 Scheidsrechter: Kevin Howley (ENG) |
| 12 april 1967 «onderlinge duels» 19:30 uur (UTC+1) |               |       |       | Windsor Park, Belfast Toeschouwers: 17.770 Scheidsrechter: Kevin Howley (ENG) |

|                                                    |                                     |       |                                                  |                                                                                        |
| 15 april 1967 «onderlinge duels» 15:00 uur (UTC+1) | Engeland                            | 2 – 3 | Schotland                                        | Wembley Stadium, Londen Toeschouwers: 99.063 Scheidsrechter: Gerhard Schulenburg (FRG) |
| 15 april 1967 «onderlinge duels» 15:00 uur (UTC+1) | Jackie Charlton 84' Geoff Hurst 88' |       | 27' Denis Law 78' Bobby Lennox 87' Jim McCalliog | Wembley Stadium, Londen Toeschouwers: 99.063 Scheidsrechter: Gerhard Schulenburg (FRG) |

|                                                      |       |                                                           |          |                                                                             |
| 21 oktober 1967 «onderlinge duels» 15:00 uur (UTC+1) | Wales | 0 – 3                                                     | Engeland | Ninian Park, Cardiff Toeschouwers: 44.960 Scheidsrechter: John Gordon (SCO) |
| 21 oktober 1967 «onderlinge duels» 15:00 uur (UTC+1) |       | 34' Martin Peters 87' Bobby Charlton 90' (pen.) Alan Ball |          | Ninian Park, Cardiff Toeschouwers: 44.960 Scheidsrechter: John Gordon (SCO) |

|                                                      |                   |       |           |                                                                               |
| 21 oktober 1967 «onderlinge duels» 15:00 uur (UTC+1) | Noord-Ierland     | 1 – 0 | Schotland | Windsor Park, Belfast Toeschouwers: 47.359 Scheidsrechter: James Finney (ENG) |
| 21 oktober 1967 «onderlinge duels» 15:00 uur (UTC+1) | Dave Clements 67' |       |           | Windsor Park, Belfast Toeschouwers: 47.359 Scheidsrechter: James Finney (ENG) |

|                                                     |                                    |       |               |                                                                                  |
| 22 november 1967 «onderlinge duels» 19:45 uur (UTC) | Engeland                           | 2 – 0 | Noord-Ierland | Wembley Stadium, Londen Toeschouwers: 83.969 Scheidsrechter: Leo Callaghan (WAL) |
| 22 november 1967 «onderlinge duels» 19:45 uur (UTC) | Geoff Hurst 43' Bobby Charlton 62' |       |               | Wembley Stadium, Londen Toeschouwers: 83.969 Scheidsrechter: Leo Callaghan (WAL) |

|                                                     |                                           |       |                                |                                                                               |
| 22 november 1967 «onderlinge duels» 20:00 uur (UTC) | Schotland                                 | 3 – 2 | Wales                          | Hampden Park, Glasgow Toeschouwers: 57.472 Scheidsrechter: James Finney (ENG) |
| 22 november 1967 «onderlinge duels» 20:00 uur (UTC) | Alan Gilzean 15', 65' Ronnie McKinnon 78' |       | 18' Ron Davies 55' Alan Durban | Hampden Park, Glasgow Toeschouwers: 57.472 Scheidsrechter: James Finney (ENG) |

|                                                     |                 |       |                   |                                                                                  |
| 24 februari 1968 «onderlinge duels» 15:00 uur (UTC) | Schotland       | 1 – 1 | Engeland          | Hampden Park, Glasgow Toeschouwers: 134.461 Scheidsrechter: Lau van Ravens (NED) |
| 24 februari 1968 «onderlinge duels» 15:00 uur (UTC) | John Hughes 39' |       | 20' Martin Peters | Hampden Park, Glasgow Toeschouwers: 134.461 Scheidsrechter: Lau van Ravens (NED) |

|                                                       |                             |       |               |                                                                                      |
| 28 februari 1968 «onderlinge duels» 19:15 uur (UTC+1) | Wales                       | 2 – 0 | Noord-Ierland | Racecourse Ground, Wrexham Toeschouwers: 17.548 Scheidsrechter: Bobby Davidson (SCO) |
| 28 februari 1968 «onderlinge duels» 19:15 uur (UTC+1) | Ron Rees 75' Wyn Davies 84' |       |               | Racecourse Ground, Wrexham Toeschouwers: 17.548 Scheidsrechter: Bobby Davidson (SCO) |

## Kwartfinale
In vergelijking met vorig EK plaatste zich de Sovjet-Unie opnieuw voor de eindronde, Spanje werd uitgeschakeld door Engeland, Italië en Joegoslavië namen de plaats in van Hongarije en Denemarken. De winnaar plaatst zich voor de eindronde.
De interessantste confrontatie vooraf leek de strijd tussen de wereld- en de Europees kampioen: Engeland versus Spanje. Engeland won beide wedstrijden met een minimaal verschil. Italië had het moeilijk in Sofia tegen Bulgarije, maar wist de schade tot 3-2 te beperken, een zakelijke 2-0 was genoeg om de eindronde te halen. Frankrijk verslikte zich weer eens in hun angstgegner Joegoslavië en verloren in Belgrado met ruime cijfers: 5-1. De topper in de kwartfinale was echter Hongarije-Sovjet-Unie. In een vol Nep-stadion namen de Hongaren revanche voor de kwartfinale op het WK in Engeland en voor het neerslaan van de Hongaarse Opstand: 2-0. Echter, er moest een return komen en opnieuw voor een vol stadion (100.000 toeschouwers) zetten de Russen orde op zaken: 3-0.
|                                                   |                                                                  |       |                                            | |
| 6 april 1968 «onderlinge duels» 17:00 uur (UTC+2) | Bulgarije                                                        | 3 – 2 | Italië                                     | Vasil Levski Nationaal Stadion, Sofia Toeschouwers: 57.689 Scheidsrechter: Gerhard Schulenburg (FRG) |
| 6 april 1968 «onderlinge duels» 17:00 uur (UTC+2) | Nikola Kotkov 11' (pen.) Dinko Dermendzhiev 66' Petar Zhekov 73' |       | 60' (pen.) Dimitar Penev 83' Pierino Prati | Vasil Levski Nationaal Stadion, Sofia Toeschouwers: 57.689 Scheidsrechter: Gerhard Schulenburg (FRG) |

|                                                    |                                         |       |           |                                                                                      |
| 20 april 1968 «onderlinge duels» 16:00 uur (UTC+1) | Italië                                  | 2 – 0 | Bulgarije | Stadio San Paolo, Napels Toeschouwers: 83.830 Scheidsrechter: Gottfried Dienst (SUI) |
| 20 april 1968 «onderlinge duels» 16:00 uur (UTC+1) | Pierino Prati 14' Angelo Domenghini 55' |       |           | Stadio San Paolo, Napels Toeschouwers: 83.830 Scheidsrechter: Gottfried Dienst (SUI) |

Italië wint met 4–3 over twee wedstrijden en kwalificeert zich voor het hoofdtoernooi.
|                                                   |                    |       |        |                                                                                 |
| 3 april 1968 «onderlinge duels» 19:45 uur (UTC+1) | Engeland           | 1 – 0 | Spanje | Wembley Stadium, Londen Toeschouwers: 94.586 Scheidsrechter: Gilbert Droz (SUI) |
| 3 april 1968 «onderlinge duels» 19:45 uur (UTC+1) | Bobby Charlton 84' |       |        | Wembley Stadium, Londen Toeschouwers: 94.586 Scheidsrechter: Gilbert Droz (SUI) |

|                                                 |                          |       |                                     |                                                                                            |
| 8 mei 1968 «onderlinge duels» 20:30 uur (UTC+1) | Spanje                   | 1 – 2 | Engeland                            | Estadio Santiago Bernabéu, Madrid Toeschouwers: 66.994 Scheidsrechter: Josef Krňávek (TCH) |
| 8 mei 1968 «onderlinge duels» 20:30 uur (UTC+1) | Amancio Amaro Varela 48' |       | 55' Martin Peters 81' Norman Hunter | Estadio Santiago Bernabéu, Madrid Toeschouwers: 66.994 Scheidsrechter: Josef Krňávek (TCH) |

Engeland wint met 3–1 over twee wedstrijden en kwalificeert zich voor het hoofdtoernooi.
|                                                   |                     |       |                     |                                                                                    |
| 6 april 1968 «onderlinge duels» 16:00 uur (UTC+1) | Frankrijk           | 1 – 1 | Joegoslavië         | Stade Vélodrome, Marseille Toeschouwers: 35.423 Scheidsrechter: Erwin Vetter (DDR) |
| 6 april 1968 «onderlinge duels» 16:00 uur (UTC+1) | Fleury Di Nallo 78' |       | 64' Vahidin Musemić | Stade Vélodrome, Marseille Toeschouwers: 35.423 Scheidsrechter: Erwin Vetter (DDR) |

|                                                    |                                                                   |       |                     |                                                                                     |
| 24 april 1968 «onderlinge duels» 16:30 uur (UTC+1) | Joegoslavië                                                       | 5 – 1 | Frankrijk           | Rode Sterstadion, Belgrado Toeschouwers: 47.687 Scheidsrechter: Paul Schiller (AUT) |
| 24 april 1968 «onderlinge duels» 16:30 uur (UTC+1) | Ilija Petković 3', 32' Vahidin Musemić 13', 79' Dragan Džajić 14' |       | 33' Fleury Di Nallo | Rode Sterstadion, Belgrado Toeschouwers: 47.687 Scheidsrechter: Paul Schiller (AUT) |

Joegoslavië wint met 6–2 over twee wedstrijden en kwalificeert zich voor het hoofdtoernooi.
|                                                 |                                   |       |             |                                                                                 |
| 4 mei 1968 «onderlinge duels» 17:00 uur (UTC+1) | Hongarije                         | 2 – 0 | Sovjet-Unie | Népstadion, Boedapest Toeschouwers: 71.556 Scheidsrechter: Lau van Ravens (NED) |
| 4 mei 1968 «onderlinge duels» 17:00 uur (UTC+1) | János Farkas 23' János Göröcs 84' |       |             | Népstadion, Boedapest Toeschouwers: 71.556 Scheidsrechter: Lau van Ravens (NED) |

|                                                  |                                                                          |       |           |                                                                                           |
| 11 mei 1968 «onderlinge duels» 19:30 uur (UTC+3) | Sovjet-Unie                                                              | 3 – 0 | Hongarije | Centraal Leninstadion, Moskou Toeschouwers: 91.129 Scheidsrechter: Kurt Tschenscher (GER) |
| 11 mei 1968 «onderlinge duels» 19:30 uur (UTC+3) | Ernő Solymosi 22' (e.d.) Moertaz Choertsilava 59' Anatolij Bysjovets 73' |       |           | Centraal Leninstadion, Moskou Toeschouwers: 91.129 Scheidsrechter: Kurt Tschenscher (GER) |

Sovjet-Unie wint met 3–2 over twee wedstrijden en kwalificeert zich voor het hoofdtoernooi.